# Dominica (Märtyrin)
Dominica (* zwischen 260 und 287 in Tropea; † 303 oder 301) war eine christliche Märtyrin zur Zeit des römischen Kaisers Diokletian. 
Der Überlieferung zufolge zerstörte die Tochter des Dorotheus und dessen Frau Eusebia heidnische Götzenbilder und wurde deshalb wilden Tieren vorgeworfen. Da die Tiere sie aber nicht angriffen, wurde sie enthauptet. 
Ihr Gedenktag ist der 6. Juli.